# Десерт с лъжица
Десерт с лъжица (на италиански: dolce al cucchiaio) се определя като десерт или сладкиш с кремообразна консистенция или във всеки случай доста мек или пенлив, дотолкова, че трябва да се консумира с лъжица. По принцип това са десерти, които трябва да се охладят в хладилник, но повечето от тях изискват готвене, което може да бъде тотално или да се отнася само до крема, който често е в основата им.
Този вид десерт може да се консумира самостоятелно или придружен с вафли, бисквити и плодове.
Десертите с лъжици обикновено имат разкошен и елегантен външен вид, хранителни са и не предполагат особено сложна реализация. Най-използваните съставки в тях са бита сметана, яйца и изинглас (вид желатин).
Десертите с лъжица могат да се сервират в края на хранене или като закуски. Обикновено са лесни за представяне, тъй като са подредени в купички и чашки.

## Списък с десертите с лъжица
- Аспик
- Будино
  - Баварски крем
  - Бонет
  - Пудинг
- Сицилианска касата
- Шарлота
- Клафути
- Кремове
  - Карсолина
  - Каталонски крем
  - Крем „Пастичера“ (лимон, ванилия, лешник, ягодов крем и др.)
  - Крем брюле
  - Крем карамел
  - Дзабайоне
- Дулсе де лече
- Флан
- Сладолед
- Кадаиф
- Маркиза
- Милефолие
- Мус
- Пан Миниск
- Панакота
- Павлова
- Сладък сангуиначо
- Семифредо
  - Ковилия
  - Матонела
  - Панера
  - Парфе
  - Профитероли
- Суфле
- Тирамису
- Дзупа инглезе